# Палецкий, Василий Дмитриевич
Князь Василий Дмитриевич Палецкий (? — 1567) — воевода на службе русскому царю Ивану IV Грозному.
Рюрикович в XVIII колене, из рода удельных князей Палецких, второй из пятерых сыновей Дмитрия Фёдоровича Щереды. Имел братьев, князей: Семёна, Фёдора. Андрея и Бориса Дмитриевичей, а также сестру княжну Иулианию Дмитриевну вышедшей в 1548 году за родного брата царя Ивана Грозного — князя Юрия Васильевича и возможно сестру княжну № Дмитриевну, жена окольничего Василия Петровича Бороздина.

## Биография
В 1562 году был первым воеводой в Туле, откуда при нашествии крымцев велено ему идти в Мценск на сход с князем Воротынским и быть воеводою Большого полка. В этом же году упомянут воеводой в Пронске. В 1565 году первый воевода в Пронске, откуда ходил в сход на берег Оки с другими воеводами и указано ему по тайной росписи, когда в мае, боярин и князь Иван Фёдорович Мстиславский по вестям пойдёт на берег Оки для встречи Государя, тогда остаться ему на берегу воеводою Передового полка с князем Пронским. В сентябре 1567 года прибавочный воевода в Полоцке. В том же году указано ему собираться с войсками в Великих Луках и быть воеводой Сторожевого полка смоленских войск. После отъезда с театра военных действий Ивана Грозного и Сигизмунда вместе с князем Петром Серебряным-Оболенским наблюдал за строительными работами в крепости Копие, где и был убит при внезапном нападении литовских войск.
По родословной росписи показан бездетным.

## Критика
Князь А.Б. Лобанов-Ростовский в своей "Русской родословной книге" указывает сестру князя Василия Дмитриевича — княжну № Дмитриевну, дочерью князя Дмитрия Фёдоровича Щереды. П.В. Долгоруков в "Российской родословной книге" показывает её дочерью князя Фёдора Ивановича Палецкого-Большого.